# James Macfadyen
James Macfadyen (1798, Glasgow-1850, Jamaica) fue un botánico escocés.
Obtuvo su título de doctor en medicina en 1821-1822. De 1826 a 1828 fue el botánico de la colonia de Jamaica en donde estableció un jardín botánico. En 1838 fue nombrado miembro de la Sociedad linneana de Londres.
En 1837 Macfadyen publicó Flora Jamaica, más solo apareció el primer tomo (Description of Nelumbium jamaicense).

## Honores
Alphonse Pyrame de Candolle (1806-1893) le dedicó en 1845 el género Macfadyena de la familia Bignoniaceae. Stephan Ladislaus Endlicher (1804-1849) en 1842 el género Fadyenia de la familia Dryopteridaceae.